# نجوى شعبان
نجوى شعبان كاتبة مصرية ومحررة ثقافية ومترجمة بوكالة أنباء الشرق الأوسط
ولدت نجوى شعبان بمدينة دمياط بمصر، وهي حاصلة على بكالوريوس إعلام من جامعة القاهرة، وقد ترجمت من اللغة الإنجليزية العديد من الموضاعات السياسية والسيكولوجية والفنية.
صدر لها مجموعة قصصية بعنوان جدائل التيه عام 1995م ورواية الغر عام 1998م وقد حصلت هذه الرواية على جائزة أندية الفتيات بالشارقة، كما حصلت على جائزة الدولة التشجيعية عن راويتها نوة الكرم في عام 2004م، وتدور أحداث روايتها نوة الكرم حول مدينة دمياط مسقط رأس الكاتبة في القرن السادس عشر.
ولنجوى شعبان أهتمام بالفن التشكيلى وقد أنجزت في هذا الصدد بحثين في الولايات المتحدة الأمريكية.